# Тетрагідрофуран
Тетрагідрофуран (ТГФ, THF) — безбарвна водорозчинна рідина з низькою в'язкістю. За запахом та багатьма властивостями схожий на діетиловий етер. Насичений циклічний ефір (CH2)4O). Зручний органічний розчинник (найполярніший з комерційно доступних ефірів).

## Отримання
Щороку отримують більше 200 тис. тон ТГФ. Найчастіше використовують процес Реппе, розроблений ще в 1930-х роках. Ацетилен реагує з формальдегідом з утворенням 2-бутин-1,4-діолу. Потрійний зв'язок відновлюють воднем з утворенням 1,4-бутандіолу який потім циклізується в кислому середовищі в ТГФ.
Інший промисловий спосіб отримання ТГФ базується на окисленні бутадієну в присутності оцтової кислоти (80 °C, 3 MPa, Pd/Te каталізатор). 
ТГФ також можна отримати гідрування фурану.

## Застосування
ТГФ полімеризується при дії сильних кислот в політетрагідрофуран (PTMEG, PTMO, polytetramethylene oxide).

### Як розчинник
ТГФ застосовують в промисловості також як розчинник для «поліхлорвінілу» (PVC). Він є зручним апротонним розчинником, інертним навіть до металічного натрію, повністю змішується з водою. ТГФ здатен розчиняти різноманітні неполярні органічні сполуки (діелектрична проникність 7,6).

#### 2-метил-ТГФ
2-метилтетрагідрофуран (2MeTHF) — аналог ТГФ, що не повністю змішується з водою та має нижчу температуру замерзання.

## Токсичність
ТГФ відносно малотоксичний, (LD50) схоже на значення для ацетону. Проникає крізь шкіру викликаючи дегідратацію (при попаданні на шкіру просто довго промити водою, допомагає навіть якщо помітна біла пляма висушеної шкіри). ТГФ розчиняє латекс (типовий матеріал рукавичок).
ТГФ легкозаймистий. При тривалому зберіганні утворює пероксиди (їх наявність можна перевірити йодидом). Такі розчини не варто переганяти до кінця.

## Загальні посилання
- Loudon, G. Mark. Organic Chemistry 4th ed. New York: Oxford University Press. 2002. pg 318.